# سنت-مارگریت-دو-لاک-ماسون، کبک

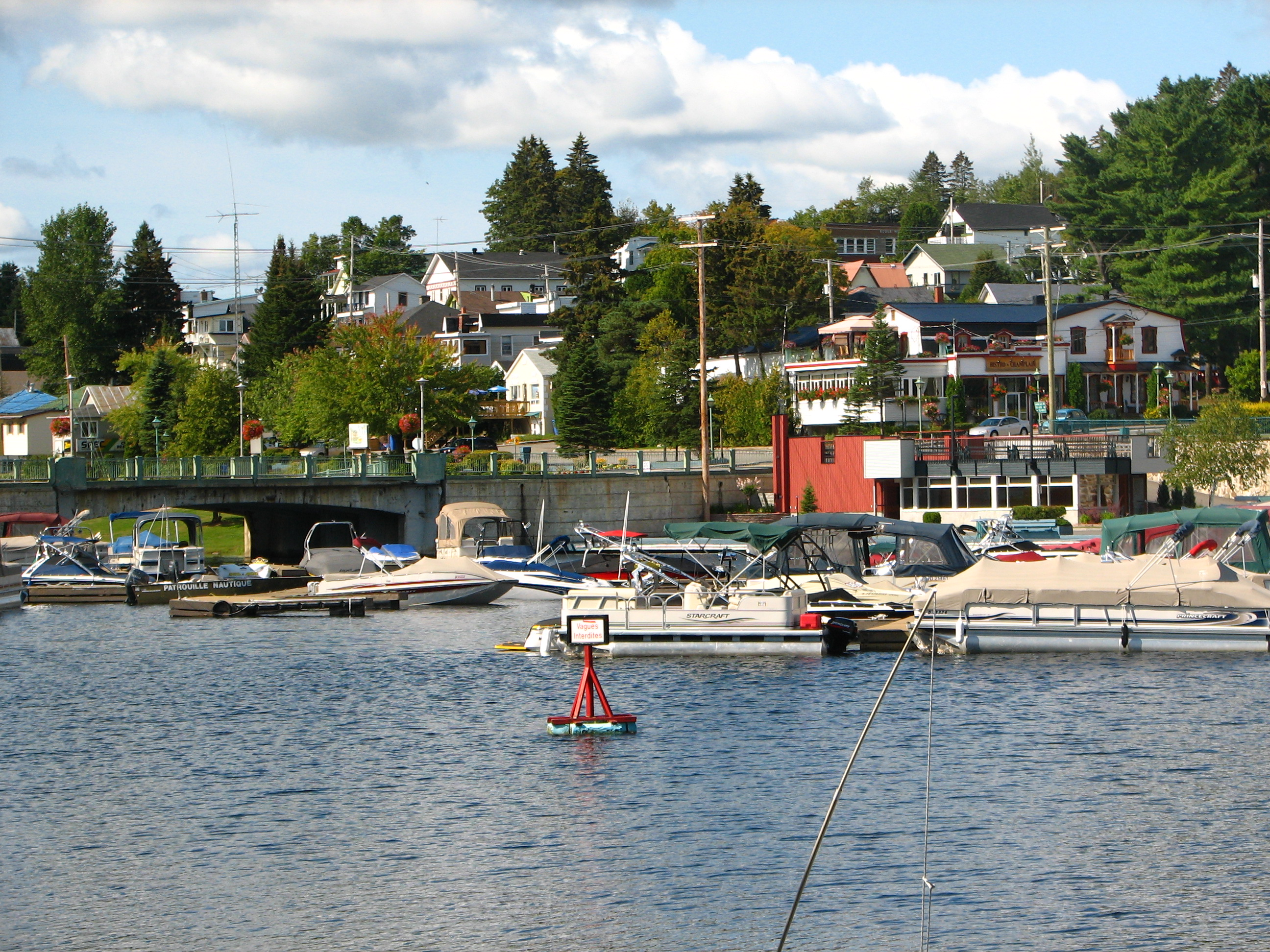
نمایی از شهرک سنت-مارگریت-دو-لاک-ماسون در استان کبک / ۲۰۰۶

سنت-مارگریت-دو-لاک-ماسون (به فرانسوی: Sainte-Marguerite-du-Lac-Masson) شهرکی در منطقه شهری له پی-دان-او ناحیه لورانتید در استان کبک کانادا است. در سرشماری سال ۲۰۱۱ این شهرک ۲٬۴۱۱ نفر جمعیت داشته‌است و مساحت آن ۹۸٫۶۵ کیلومتر مربع است.